# John Key
Sir John Phillip Key (Auckland, 9 agosto 1961) è un politico neozelandese.

## Biografia
Leader del partito nazionale della Nuova Zelanda, che ha vinto le elezioni tre volte nel 2008, nel 2011 e nel 2014, è stato primo ministro della Nuova Zelanda dal 2008 al 2016. Il 5 dicembre 2016 ha annunciato le proprie dimissioni da premier e leader del Partito Nazionale per ritirarsi a vita privata. Sotto il suo governo, nell'aprile 2016, è stata fondata la New Zealand Space Agency.
Curioso ruolo nella carriera politica di Key è stato ricoperto dalla trilogia cinematografica de Lo Hobbit di Peter Jackson. Il 24 settembre 2010 i membri della federazione internazionale degli attori (FIA, International Federation of Actors), che comprende la Canadian Actors' Equity Association, l'Actors' Equity Association e la Screen Actors Guild, invitarono i loro membri a non lavorare a Lo Hobbit, a causa del rifiuto da parte dei produttori dei film di firmare un accordo riguardo ai diritti degli attori neozelandesi, che non fanno ancora parte della federazione. Quest'ultima riferì, inoltre, che gli attori che avrebbero partecipato ai film sarebbero stati puniti ed espulsi dalla società. In risposta la Warner Bros. e la New Line Cinema considerarono l'idea di proseguire le riprese del film altrove; Jackson menzionò la possibilità di girare in Europa orientale. Il 25 ottobre 2010 alcuni manifestanti neozelandesi si radunarono per chiedere alle due case di produzione di rimanere in Nuova Zelanda, specificando che lo spostamento della lavorazione de Lo Hobbit avrebbe causato un enorme danno economico all'industria locale. Il 27 ottobre 2010 il primo ministro Key annunciò che i film sarebbero stati girati in Nuova Zelanda, come previsto sin dall'inizio. In cambio il governo della Nuova Zelanda accettò di introdurre una legislazione per chiarire la distinzione tra contraenti indipendenti e dipendenti che lavorano nell'industria di produzione cinematografica e di ampliare il suo sostegno finanziario al budget dei film.
Altro importante intervento del governo Key nel settore dell'industria cinematografica è stato quello in merito alla produzione di Avatar - La via dell'acqua. Nel 2013 infatti James Cameron ha annunciato che i sequel del kolossal di fantascienza campione d'incassi sarebbero stati girati in Nuova Zelanda. Il governo di Key ha firmato un accordo affinché una prima mondiale del film si svolgesse a Wellington e almeno 500 milioni di NZ $ (circa 410 milioni di dollari USA ai tassi di cambio del dicembre 2013) sarebbero stati spesi in Nuova Zelanda, per le riprese in live action e per gli effetti visivi annunciando che aumenterà il suo sconto fiscale di base per il cinema dal 15% al 20%, con il 25% disponibile per le produzioni internazionali in alcuni casi e il 40% per le produzioni neozelandesi (come definito dalla sezione 18 della New Zealand Film Commission Act 1978).